# جنبش برای آزادی ملل!
جنبش برای آزادی ملل! یک جنبش بین حزبی به رهبری روسیه است که احزاب سیاسی مختلف کشورهای مختلف را متحد می‌کند و ادعا می‌کند که با مظاهر مدرن استعمار مقابله می‌کند.

## اعضا
این جنبش ماهیتی غیررسمی دارد، بنابراین هیچ معیار عضویت رسمی ندارد. ساختار این جنبش شامل یک کمیته دائمی است که شامل جنبش‌های سیاسی از ۲۰ کشور جهان می‌شود.
مجمع عمومی مؤسس «انجمن حامیان مبارزه علیه رویه‌های مدرن استعمار نو - «برای آزادی ملت‌ها!» با حضور ۵۰ جنبش سیاسی، از جمله ۶ جنبش اروپایی، ۲۳ جنبش آسیایی، ۱۴ جنبش آفریقایی و ۷ جنبش آمریکای لاتین برگزار شد.

## کمیته دائمی
کمیته دائمی نهاد اجرایی اصلی این جنبش است. دمیتری مدودف، رئیس حزب روسیه متحد، در مجمع عمومی افتتاحیه به عنوان رئیس کمیته دائمی انتخاب شد.
کمیته دائمی شامل ۲۰ جنبش سیاسی است:
| کشور             | حزب سیاسی                                    | ایدئولوژی                         |
| ---------------- | -------------------------------------------- | --------------------------------- |
| الجزایر          | جبهه آزادی‌بخش میهنی                          | سوسیالیسم دموکراتیک، پان عربیسم   |
| جمهوری آذربایجان | حزب آذربایجان نوین                           | ملی‌گرایی آذربایجانی، سکولاریسم    |
| بلاروس           | بلایا روس                                    | دولت‌گرایی                         |
| بوسنی و هرزگوین  | اتحاد سوسیال دموکرات‌های مستقل                | ملی‌گرایی صربی، جدایی‌خواهی         |
| برزیل            | حزب کارگر                                    | سوسیال دموکراسی                   |
| چین              | حزب کمونیست چین                              | سوسیالیسم با مشخصات چینی          |
| کوبا             | حزب کمونیست کوبا                             | مارکسیسم–لنینیسم                  |
| اندونزی          | گلکار                                        | پانچاسیلا                         |
| لائوس            | حزب انقلابی خلق لائو                         | مارکسیسم–لنینیسم                  |
| لبنان            | جنبش میهنی آزاد                              | دموکراسی مسیحی، ملی‌گرایی لبنانی   |
| موزامبیک         | جبهه آزادی‌بخش موزامبیک                       | سوسیالیسم دموکراتیک               |
| میانمار          | حزب اتحاد همبستگی و توسعه                    | ملی‌گرایی بودایی، نظامی‌گری         |
| نیکاراگوئه       | جبهه آزادی‌بخش ملی ساندینیستا                 | الهیات آزادی‌بخش، پوپولیسم جناح چپ |
| پاکستان          | مسلم لیگ پاکستان (ن)                         | ملی‌گرایی پاکستانی                 |
| روسیه            | روسیه واحد                                   | ملی‌گرایی روسی، دولت‌گرایی          |
| صربستان          | حزب مردم صربستان                             | محافظه‌کاری ملی                    |
| سوریه            | حزب بعث سوسیالیست عرب (سوریه)                | نئوبعثیسم                         |
| آفریقای جنوبی    | کنگره ملی آفریقا                             | سوسیال دموکراسی، ملی‌گرایی چپ      |
| تاجیکستان        | حزب دموکراتیک خلق تاجیکستان                  | دولت‌گرایی                         |
| ونزوئلا          | حزب سوسیالیست متحد ونزوئلا                   | سوسیالیسم قرن ۲۱                  |
| زیمبابوه         | اتحاد ملی آفریقایی زیمبابوه-جبهه میهن‌پرستانه | سوسیالیسم آفریقایی، پان‌آفریقا     |

کمیته دائمی به‌طور منظم در مورد مسائل کلیدی مربوط به توسعه و فعالیت‌های آینده جنبش بحث و گفتگو می‌کند. این کمیته در مورد مسیرهای استراتژیک فعالیت‌های جنبش تصمیم‌گیری می‌کند، مکان‌ها و تاریخ‌های مجامع عمومی عادی و فوق‌العاده را تعیین می‌کند و همچنین پیش‌نویس برنامه‌ها و اسناد نهایی را تصویب می‌کند. کمیته دائمی بر اساس کمیته سازماندهی تشکیل شد که تا مجمع عمومی بنیانگذار جنبش در فوریه ۲۰۲۴ فعالیت داشت.